# Памятка (село, Аркадакский район)
Памятка — село в Аркадакском районе Саратовской области России.
Село входит в состав Семеновского сельского поселения.

## Население
| 2002 | 2010 |
| ---- | ---- |
| 257  | ↘231 |

## История
Согласно «Списку населенных мест Российской империи по сведениям 1859 года» Саратовская губерния, Балашовский уезд, стан 1: деревня Памятка владельческая, при овраге Щербедине, число дворов — 66, жителей мужского пола — 264, женского пола — 263. На 1911 год деревня входит в Балашовский уезд, Завьяловская волость. Согласно «Списку населенных мест Саратовской губернии по сведениям на 1911 год», деревня Памятка бывшая владельческая г. Шувалова; число дворов — 196, жителей мужского пола — 641, женского пола — 570, всего — 1211. В деревне была земская школа.
В селе был Храм.
Престол: Неизвестен.
Построен: Точная дата постройки неизвестна, но предположительно она относится к промежутку времени между 1912 и 1918 годами.
В годы Советской власти: Постановлением Президиума Нижне-Волжского Краевого Исполкома Советов РКиК депутатов от 8 марта 1930 года договор с обществом верующих на пользование молитвенным зданием в с. Памятка был расторгнут, церковь ликвидирована, её здание «приспособлено под культурно-просветительные нужды». Обоснованием для закрытия храма послужила неуплата приходом установленных Советской властью непомерных налогов.

## Известные уроженцы
- Потапова (Москвичева) Мария Ивановна — родилась в Памятке 1924 г 13 августа, проработала в школе 45 лет. Умерла в 2001 г.
- Москвичев Александр Иванович — родился в Памятке. Участник Великой Отечественной войны, дошел до Берлина, имел много наград. Похоронен в Памятке примерно в 1990 г.
- Забалуева Прасковья Яковлевна — проработала в школе 45 лет.
- Горбачева Феодосия Яковлевна- родилась в Памятке в 1900 году, умерла в 2000 году. Всю жизнь трудилась в колхозе.